# Popism: The Warhol Sixties
Popism: The Warhol Sixties (traduzido livremente para o português, Popismo: os anos sessenta de Warhol) é um livro de memórias do artista estadounidense Andy Warhol (1928-1987) publicado em 1980 pela Harcourt Brace Jovanovich.
O livro tem como coautor a secretária de Warhol, Pat Hackett, e cobre os anos de 1960 a 1969, concentrando-se principalmente em sua arte e filmes, mas também inclui anedotas sobre celebridades e os infames personagens da Factory. Foi baseado, em parte, nas muitas bobinas de fitas de som que Warhol gravava obsessivamente durante este período.